# Mordellistena quinquenotata
Mordellistena quinquenotata es una especie de coleóptero de la familia Mordellidae.

## Distribución geográfica
Habita en Kumaon.